# Filippo Buonarroti
Filippo Michele Buonarroti, mer känd som Philippe Buonarroti, född 11 november 1761 i Pisa, död 16 september 1837 i Paris, var en italiensk utopisk socialist och fransk revolutionsman.
Buonarroti var starkt påverkad av Rousseaus skrifter. Han verkade för Frankrikes intressen på Korsika, deltog efter Robespierres fall i Babeufs sammansvärjning och dömdes till deportation. I sitt arbete Conspiration pour l'égalité, dite de Babeuf (1828), skildrade han denna episod i revolutionens historia.